# Rust in Peace
Rust in Peace je čtvrté studiové album americké skupiny Megadeth. Je považováno za dosud nejlepší výtvor kapely a její nejlepší sestavu. Objevil se na něm kytarový virtuos Marty Friedman a s Davem Mustainem na ní vytvořili zásadní kytarovou dvojici. Úvodní píseň "Holy Wars... The Punishment Due" pojednává o tématech současného Blízkého východu a náboženství. V instrumentálních počinech je známá trhanými riffy, Friedmanovým orientálním sólem a Mustainovým "mečením" a sólovým vyvrcholením. Text složil Mustaine těsně před koncertem v Severním Irsku poté, co se dozvěděl o zdejších náboženských problémech. Chtěl složit text, který by mluvil o jeho pocitech a názorech v danou chvíli. Druhá píseň je hymna "Hangar 18", ve které se vyskytují pouze dvě sloky zpěvu a sedmnáct kytarových sól. "Hangar 18" je dle textu písně utajená laboratoř umístěná v Nevadské poušti, kam jsou deportovány mimozemské bytosti a jsou zde na nich páchány ilegální pokusy. A právě "Hangar 18" a "Holy Wars... The Punishment Due" jsou nedílnou součástí každého koncertu Megadeth. Dále jsou na desce obsaženy válečné písně jako "Take No Prisoners" a "Dawn Patrol", tematizující masovou smrt a bojovou techniku nebo písně dotýkající se Mustainova osobního života, jako "Lucretia" a "Tornado of Souls".
Remasterovaná verze vyšla roku 2004 a objevilo se na ní několik bonusových skladeb.
Během tvoření a vydání alba probíhala také válka v Perském zálivu, kde bojovaly Spojené státy americké.
Název znamená "Rezavěj(te) v Pokoji". Odkazuje na anglickou frázi Rest in peace – odpočívej(te) v pokoji, přičemž vyměněné slovo rust znamená rezavět. Mustaine to jednou viděl napsané na autě a slovní spojení se mu ihned "dostalo do hlavy".

## Seznam skladeb
1. "Holy Wars… The Punishment Due" – 6:32
2. "Hangar 18" – 5:11
3. "Take No Prisoners" – 3:26
4. "Five Magics" – 5:42
5. "Poison Was the Cure" – 2:59
6. "Lucretia" – 3:56
7. "Tornado of Souls" – 5:19
8. "Dawn Patrol" – 1:51
9. "Rust in Peace... Polaris" – 5:37

### Bonusové skladby (2004)
1. "My Creation" – 1:36
2. "Rust in Peace... Polaris" (demo) – 5:25
3. "Holy Wars... The Punishment Due" (demo) – 6:16
4. "Take No Prisoners" (demo) – 4:49

## Sestava
- Dave Mustaine – kytara, zpěv
- Marty Friedman – kytara
- David Ellefson – baskytara
- Nick Menza – bicí
- Chris Poland – kytara na demo skladbách "Rust in Peace...Polaris", "Holy Wars...The Punishment Due" a "Take No Prisoners"